# Mala Polana
Mála Pólana (madžarsko Kispalina) je naselje v Občini Velika Polana. V bližini vasi je Polanski log in preko Ledave tudi gozdni rezervat Črni les.